# Lockheed L-2000
El Lockheed L-2000 fue un proyecto de avión supersónico (SST) de pasajeros de la compañía estadounidense Lockheed Corporation con el fin de diseñar y construir el primer avión de este tipo en la década de los 60. El L-2000 perdió la batalla frente al también cancelado Boeing 2707, ambos debido a causas políticas, medioambientales y económicas.
El programa comenzó el 5 de junio de 1963, y la FAA estimó que en 1990 habría un mercado para 500 SST. A este proyecto respondieron oficialmente las empresas Boeing, Lockheed y North American. El diseño de North American fue rechazado al comienzo, mientras que los de Boeing y Lockheed fueron seleccionados para un estudio más exhaustivo.

## Especificaciones (L-2000-7A)

### Características generales
- Tripulación: 2
- Capacidad: 273 pasajeros
- Longitud: 83,26 m
- Envergadura: 35,36 m
- Altura: 19 m (62,3 ft)
- Superficie alar: 875 m²
- Peso vacío: 107.900 kg
- Peso máximo al despegue: 267.600 kg
- Planta motriz:   .

### Rendimiento
- Velocidad crucero (Vc): Mach 3
- Alcance: 7.400 km
- Radio de acción: km
- Alcance en combate: km
- Alcance en ferry: km
- Techo de vuelo: 23.317 m